# Itzehoe (stacja kolejowa)
Itzehoe – stacja kolejowa w Itzehoe, w kraju związkowym Szlezwik-Holsztyn, w Niemczech. Znajdują się tu 2 perony.